# Lucie Muhr
Lucie Muhr (Karlsruhe, 20 gennaio 1978) è un'attrice tedesca.

## Biografia
Dal 1998 al 2002 studia recitazione presso l'Accademia teatrale August Everding di Monaco di Baviera. Durante il corso di studi, prende parte a diverse rappresentazioni.
Dall'ottobre 2005 all'aprile 2007 interpreta il ruolo di Patrizia Gravenberg, nella soap di ZDF La strada per la felicità. Nel 2008 ritorna sul set come guest star.
Dal dicembre 2007 è nel cast del serial Die Fallers, dove recita la parte di Eva Schönfeldt.

## Filmografia

### Televisione
- Einer geht noch, regia di Vivian Naefe (2000)
- For You Tonight, regia di Bodo Werner Lang (2003)
- Wie Licht schmeckt, regia di Maurus vom Scheidt (2006)
- La strada per la felicità (Wege zum Glück) – serial TV, 331 puntate (2005-2007, 2008)
- Tatort – serie TV, episodi 1x706-1x724 (2008-2009)
- Factor 8: Pericolo ad alta quota (Faktor 8 – Der Tag ist gekommen), regia di Rainer Matsutani - film TV (2009)
- Löwenzahn – serie TV (2009)
- Die Fallers – serie TV, 28 episodi (2007-in corso)